# Ademir Santos
Ademir Santos (født 28. marts 1968) er en tidligere japansk fodboldspiller.
Han har spillet for flere forskellige klubber i sin karriere, herunder Yamaha Motors og Shimizu S-Pulse.